# 下川正將
下川 正將（しもかわ まさゆき、1989年3月6日 - ）は日本のカバディ選手。
アメリカ合衆国カルフォルニア州ロサンゼルス出身。埼玉県白岡市育ち。現男子カバディ日本代表キャプテン。

## 来歴

### 生い立ち
カルフォルニア州ロサンゼルス出身。埼玉県白岡市で育ち栄北高等学校を経て大正大学人間学部人間福祉学科卒業を2011年に卒業。

### 学生時代
小学生の頃はサッカー、器械体操、水泳、野球など色々なスポーツに触れ、中学から野球を始め、栄北高等学校では硬式野球部に所属。大正大学に入学当初は大学にカバディ部があることもカバディそのものも知らず、部活紹介で見ても最初は全く興味を持たなかったが新入生歓迎会が無料だったので軽い気持ちで行くと先輩がとてもいい方々だったので1回だけ見学行くことに、そこでカバディの奥深さに魅了されて本格的にカバディを始める。その後、大学3年の2009年に日本代表初選出される。2010年広州アジア大会で銅メダルを獲得した。

### 大学卒業後
カバディを続けるという前提で就職活動をして就職。大学卒業後は、大正大学OBによって構成される大正仏陀に主に所属し、全日本選手権は12～15年まで4連覇。2014年にはカバディ発祥国インドで同年初設立されたプロカバディリーグのU Mumbaに日本人初のプロカバディストとして参戦し準優勝。同年韓国の仁川で行われた2014アジア競技大会ではメダルを逃す。大会閉幕後の2014年10月から日本代表主将を務める。2015年には日本人唯一のプロカバディリーグ覇者となる優勝を果たす、続く2016年は準優勝同年アフマダーバードで行われたカバディワールドカップ2016にキャプテンとして出場したが日本代表はグループステージ敗退となった。2017年は肩のけがのためプロカバディには参戦できず国内での活動に留まった。
2023年に中国杭州市で開催されたアジア競技大会の日本代表に再び選ばれた。

## 主な成績
2007年
- 全日本カバディ選手権／優勝（大正大学マイトリー）

- 全国学生カバディ選手権／優勝（大正大学マイトリー）

2008年
- 全日本カバディ選手権／3位（大正大学マイトリー）
- 全国学生カバディ選手権／優勝（大正大学マイトリー）

2009年
- 全国学生カバディ選手権／優勝（大正大学マイトリー）

- U-20アジアジュニア選手権／出場（日本代表キャプテン）

2010年
- 全日本カバディ選手権／3位（大正大学マイトリー）

- 全国学生カバディ選手権／優勝（大正大学マイトリー）

- アジア競技大会（広州）／3位

2011年
- 全日本カバディ選手権／2位（大正仏陀）

2012年
- 全日本カバディ選手権／優勝（大正仏陀）

2013年
- 全日本カバディ選手権／優勝（大正仏陀）

- アジアインドア・マーシャルアーツゲームズ（仁川）／出場

2014年
- 全日本カバディ選手権／優勝（大正仏陀）

- アジア競技大会（仁川）／7位

- インドプロリーグ（シーズン1）／準優勝（UMUMBA）

2015年
- 全日本カバディ選手権／優勝（大正仏陀）

- インドプロリーグ（シーズン2）／優勝（UMUMBA）

2016年
- 全日本カバディ選手権／準優勝（大正仏陀）

- World Cup／出場（日本代表キャプテン）／グループリーグ敗退

- インドプロリーグ（シーズン3）／準優勝（UMUMBA）

2017年
- ニューイヤーカバディ選手権大会2017／優勝（大正仏陀）

- 第11回東日本カバディ選手権大会／準優勝（ラピターユス）
- 全日本カバディ選手権大会／優勝（Buddha）

2018年
- ニューイヤーカバディ選手権大会／優勝（Lapis&Buddha）